# Magdalena von Wied-Runkel
Magdalena von Wied-Runkel († 23. Mai 1572) war Äbtissin im Stift Nottuln und Stift Elten.

## Leben

### Herkunft und Familie
Magdalena von Wied-Runkel wuchs als Tochter von Johann III. von Wied-Runkel (* 1475/85, † 1533) und seiner Gattin Gräfin Elisabeth von Nassau-Dillenburg (* 1488, † 1559) mit ihren neun Geschwistern in der uralten Adelsfamilie der Grafen von Wied auf. Unter ihren Geschwistern waren Margarethe von Wied-Runkel, Graf Johann IV. von Wied-Runkel († 1581) und Erzbischof Friedrich IV. von Wied von Köln. Sie war verschwägert unter anderem mit Graf Anton I. von Isenburg-Büdingen-Ronneburg-Kelsterbach, den Grafen Ludwig und Wolfgang von Stolberg-Königstein, Graf Friedrich Magnus I. von Solms-Laubach, Gräfin Katharina von Hanau-Münzenberg und dem Reichserbschenken Christoph III. Schenk von Limpurg-Gaildorf (1531–1574). Ihr Urgroßvater war Dietrich IV. (Runkel).
Sie war evangelisch. Magdalena war eine Nichte des Kölner Erzbischofs Hermann V. von Wied, des Münsteraner Bischofs Friedrich III. von Wied sowie des Kölner Erzbischofs Franz von Waldeck.

### Werdegang und Wirken
Nachdem ihre Nichte Elisabeth von Holstein-Schaumburg auf ihr Amt verzichtet hatte, wurde sie vom Nottulner Konvent am 7. Februar 1537 als neue Äbtissin postuliert und erst am 13. September 1542 vom Fürstbischof bestätigt. Magdalena wurde am 15. März 1544 auch Äbtissin im Stift Elten, wo sie von da ab residierte. Hier machte sie am 15. Februar 1656 ein notarielles Testament, in dem sie bestimmte, dass von ihrem Vermögen 600 Reichstaler zur Reparatur des Nottulner Klosters verwendet werden sollten.